# Chironomus nitidiventris
Chironomus nitidiventris är en tvåvingeart som beskrevs av Edwards 1931. Chironomus nitidiventris ingår i släktet Chironomus och familjen fjädermyggor. Inga underarter finns listade i Catalogue of Life.